# Carex spectabilis
Carex spectabilis là một loài thực vật có hoa trong họ Cói. Loài này được Dewey mô tả khoa học đầu tiên năm 1836.

## Hình ảnh

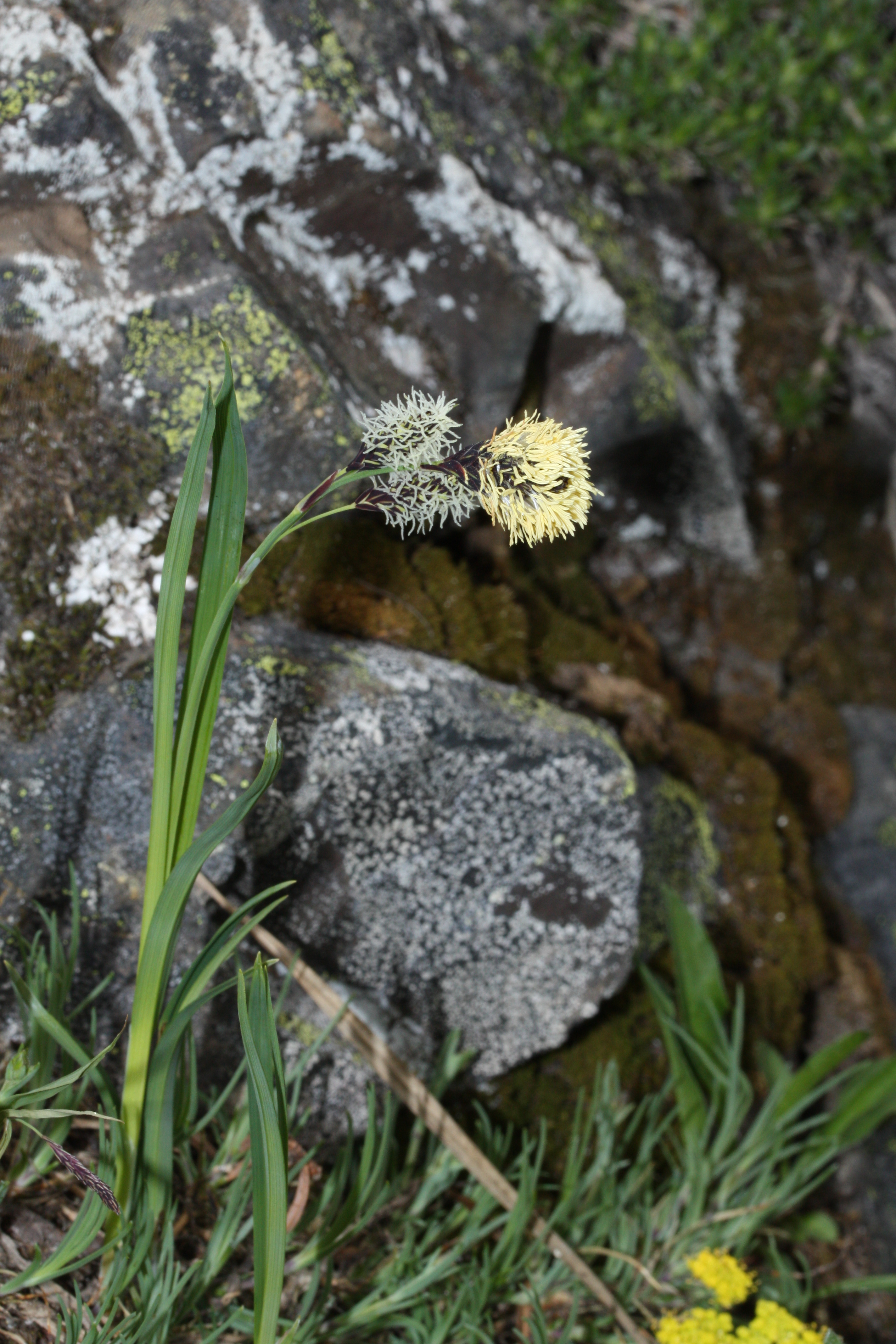